# Frederick Woodward
Frederick Bevis Woodward –conocido como Freddie Woodward– (Sheffield, 23 de junio de 1995) es un deportista británico que compite en saltos de trampolín. Ganó una medalla de bronce en el Campeonato Europeo de Saltos de 2017, en la prueba de trampolín sincronizado.

## Palmarés internacional
| Campeonato Europeo | Campeonato Europeo | Campeonato Europeo | Campeonato Europeo   |
| Año                | Lugar              | Medalla            | Prueba               |
| ------------------ | ------------------ | ------------------ | -------------------- |
| 2017               | Kiev (Ucrania)     | Medalla de bronce  | Trampolín 3 m sincro |